# Molvice (żupania zagrzebska)
Molvice – wieś w Chorwacji, w żupanii zagrzebskiej, w mieście Samobor. W 2011 roku liczyła 642 mieszkańców.